# Mehdi Abeid
Mehdi Abeid (ur. 6 sierpnia 1992 w Montreuil) – algierski piłkarz występujący na pozycji pomocnika w İstanbul Başakşehir.